# Prefilled Communion Cups
Als Prefilled Communion Cups werden kleine, abgepackte Einwegsets für Brot und Wein im Abendmahl bezeichnet, die etwa wie Kaffeesahne-Portionsbecher aussehen. Jedes Set besteht aus einem Plastikbecher mit einem Schluck Traubensaft; im Deckel befindet sich die (glutenfreie) Hostie. Es gibt mehrere Hersteller, die die Einwegsets unter verschiedenen Namen vertreiben und auch unterschiedliche Lösungen für die Trennung von Hostie und Saft gefunden haben. 

## Benutzung
Das Abendmahl besteht bei Verwendung der Prefilled Communion Cups darin, dass dann, wenn im Gottesdienst die Einsetzungsworte gesprochen worden sind, die Kommunikanten ein Cup von einem Tablett nehmen, falls sie dieses nicht schon vorher im Gottesdienst erhalten haben. Man reißt nun das Set auf und entnimmt erst die Hostie und isst sie, dann trinkt man den Minibecher mit dem Traubensaft aus. 
Von manchen Christen werden Prefilled Communion Cups auch im Rahmen einer individuellen Spiritualität zuhause genutzt, unabhängig von einer kirchlichen Feier.

## Vorteile
Die Prefilled Communion Cups wurden in den 1990er Jahren von einem Pastor in Oregon erfunden. Der Unternehmer Jim Johnson entwickelte 1996 ein keimfreies Einweg-Abendmahlsset. Bei einer Großveranstaltung der Promise Keepers in Atlanta wurde es im gleichen Jahr einer evangelikalen Öffentlichkeit vorgestellt. Johnson bezieht sich bei der Beschreibung seines Produkts auf die Speisung der Fünftausend, bei der Jesus Christus selbst eine Form von Fast Food gebraucht habe.
Communion Cups sind eine Weiterentwicklung der Einzelkelche, die ebenfalls zuerst in den USA üblich wurden, als Reaktion auf die Sorge, beim Abendmahl mit Bakterien infiziert zu werden. Bei einer Abendmahlsfeier mit Traubensaft am Krankenbett gelten erhöhte Anforderungen. Die abgepackten Einweg-Becher sind in hygienischer Hinsicht unproblematisch. 
Außerdem haben viele Mega-Kirchen ein logistisches Problem, wie das Abendmahl mit Tausenden von Teilnehmern gefeiert werden kann. Bei solchen Großveranstaltungen werden die Communion Cups am Eingang ausgeteilt oder im Verlauf des Gottesdienstes von Mitarbeitern in Kisten oder Körben durch die Bankreihen gereicht. Da es Einweg-Becher sind, entfällt das Reinigen der gebrauchten Einzelkelche. Das Gospel Forum in Stuttgart nutzt seit 2016 diese Form der Abendmahlsausteilung.

## Kritik
Vertreter traditionellerer christlicher Kirchen äußerten sich kritisch zu den Prefilled Communion Cups. Bischof Theodore F. Schneider, Evangelical Lutheran Church in America, sagte gegenüber der Washington Post, dass die Einwegbecher das Symbol des gemeinsamen Kelches zerstörten. In der lutherischen Kirche in Amerika würden zwar Einzelkelche benutzt, die aber aus einem Gießkelch befüllt würden. Für die EKD sagte Thies Gundlach gegenüber dem Sonntagsblatt, dass der Gedanke der Effektivität in Spannung stehe zum Mahl der Gemeinschaft mit Gott und den Mitmenschen. In der EKD würden die Abendmahlssets nicht verwendet, prinzipiell ausgeschlossen sei diese Form des Einzelkelchs aber auch nicht.
In römisch-katholischen und orthodoxen Kirchen sind Prefilled Communion Cups nicht zugelassen. Der Kirchenrechtler Thomas Schüller erklärte, das Risiko, etwas von dem gewandelten Blut Christi zu verschütten, schließe die Kommunion mit Einzelkelchen für Katholiken aus.